# Ademola Lookman
Ademola Olajade Alade Aylola Lookman (Wandsworth, Inglaterra, 20 de octubre de 1997) es un futbolista británico nacionalizado nigeriano. Juega de delantero y su equipo es el Atalanta B. C. de la Serie A de Italia. Es internacional con la selección de Nigeria.

## Trayectoria
El Everton F. C. le compró el pase al Charlton Athletic Football Club por 12 000 000 de libras. El 15 de enero de 2017 entró los últimos 10 minutos de juego y le convirtió un gol al Manchester City en la victoria de su equipo por 4 a 0.
El 31 de enero de 2018 fue cedido al R. B. Leipzig. A este equipo regresó en julio de 2019 después de acordar ambos clubes su traspaso. Esta segunda etapa duró una única campaña y las dos siguientes fue prestado al Fulham F. C. y al Leicester City F. C.
En agosto de 2022 fichó por el Atalanta B. C. El 22 de mayo de 2024 entró en la historia del club al ser el autor de los tres goles de la final de la Liga Europa de la UEFA ante el Bayer 04 Leverkusen que permitió al conjunto bergamasco conseguir el primer título europeo de su historia.

## Estadísticas

### Clubes
Actualizado al último partido disputado el 25 de mayo de 2025.
| Club                               | Div.          | Temporada     | Liga  | Liga  | Liga   | Copas nacionales | Copas nacionales | Copas nacionales | Copas internacionales | Copas internacionales | Copas internacionales | Total | Total | Total  |
| Club                               | Div.          | Temporada     | Part. | Goles | Asist. | Part.            | Goles            | Asist.           | Part.                 | Goles                 | Asist.                | Part. | Goles | Asist. |
| ---------------------------------- | ------------- | ------------- | ----- | ----- | ------ | ---------------- | ---------------- | ---------------- | --------------------- | --------------------- | --------------------- | ----- | ----- | ------ |
| Charlton Athletic F. C. Inglaterra | 2.ª           | 2015-16       | 24    | 5     | 1      | 0                | 0                | 0                | —                     | —                     | —                     | 24    | 5     | 1      |
| Charlton Athletic F. C. Inglaterra | 3.ª           | 2016-17       | 21    | 5     | 2      | 4                | 2                | 0                | —                     | —                     | —                     | 25    | 7     | 2      |
| Charlton Athletic F. C. Inglaterra | Total club    | Total club    | 45    | 10    | 3      | 4                | 2                | 0                | 0                     | 0                     | 0                     | 49    | 12    | 3      |
| Everton F. C. Inglaterra           | 1.ª           | 2016-17       | 8     | 1     | 0      | 0                | 0                | 0                | —                     | —                     | —                     | 8     | 1     | 0      |
| Everton F. C. Inglaterra           | 1.ª           | 2017-18       | 7     | 0     | 1      | 3                | 0                | 0                | 6                     | 2                     | 0                     | 16    | 2     | 1      |
| R. B. Leipzig · Alemania           | 1.ª           | 2017-18       | 11    | 5     | 3      | 0                | 0                | 0                | 0                     | 0                     | 0                     | 11    | 5     | 3      |
| Everton F. C. Inglaterra           | 1.ª           | 2018-19       | 21    | 0     | 2      | 3                | 1                | 0                | —                     | —                     | —                     | 24    | 1     | 2      |
| Everton F. C. Inglaterra           | Total club    | Total club    | 36    | 1     | 3      | 6                | 1                | 0                | 6                     | 2                     | 0                     | 48    | 4     | 3      |
| R. B. Leipzig · Alemania           | 1.ª           | 2019-20       | 11    | 0     | 0      | 1                | 0                | 0                | 1                     | 0                     | 0                     | 13    | 0     | 0      |
| R. B. Leipzig · Alemania           | Total club    | Total club    | 22    | 5     | 3      | 1                | 0                | 0                | 1                     | 0                     | 0                     | 24    | 5     | 3      |
| Fulham F. C. Inglaterra            | 1.ª           | 2020-21       | 34    | 4     | 4      | 1                | 0                | 0                | —                     | —                     | —                     | 35    | 4     | 4      |
| Fulham F. C. Inglaterra            | Total club    | Total club    | 34    | 4     | 4      | 1                | 0                | 0                | 0                     | 0                     | 0                     | 35    | 4     | 4      |
| Leicester City F. C. Inglaterra    | 1.ª           | 2021-22       | 26    | 6     | 0      | 4                | 2                | 2                | 12                    | 0                     | 1                     | 42    | 8     | 3      |
| Leicester City F. C. Inglaterra    | Total club    | Total club    | 26    | 6     | 0      | 4                | 2                | 2                | 12                    | 0                     | 1                     | 42    | 8     | 3      |
| Atalanta B. C. · Italia            | 1.ª           | 2022-23       | 31    | 13    | 6      | 2                | 2                | 0                | —                     | —                     | —                     | 33    | 15    | 6      |
| Atalanta B. C. · Italia            | 1.ª           | 2023-24       | 31    | 11    | 7      | 3                | 1                | 1                | 11                    | 5                     | 1                     | 45    | 17    | 9      |
| Atalanta B. C. · Italia            | 1.ª           | 2024-25       | 31    | 15    | 5      | 1                | 0                | 0                | 8                     | 5                     | 2                     | 40    | 20    | 7      |
| Atalanta B. C. · Italia            | Total club    | Total club    | 93    | 39    | 18     | 6                | 3                | 1                | 19                    | 10                    | 3                     | 118   | 52    | 22     |
| Total carrera                      | Total carrera | Total carrera | 256   | 65    | 31     | 22               | 8                | 3                | 38                    | 12                    | 4                     | 316   | 85    | 38     |

### Tripletes
| 1 | 22 de mayo de 2024 | Estadio Aviva, Dublín | Atalanta - Bayer Leverkusen |  | 3 - 0 | Liga Europa de la UEFA 2023-24 |

## Palmarés

### Títulos internacionales
| Título                 | Club (*)          | Sede          | Año     |
| ---------------------- | ----------------- | ------------- | ------- |
| Mundial sub-20         | Inglaterra sub-20 | Corea del Sur | 2017    |
| Liga Europa de la UEFA | Atalanta B. C.    | Dublín        | 2023-24 |

(*) Incluyendo la selección.

### Distinciones individuales
| Distinción                                             | Año  |
| ------------------------------------------------------ | ---- |
| Mejor jugador de la final de la Liga Europa de la UEFA | 2024 |
| Futbolista africano del año                            | 2024 |